# Lalligand-Morillon
Pierre-Bénigne Lalligand (ou Laligant), dit Morillon est un révolutionnaire français, né à Autun le 23 mai 1759 et guillotiné à Paris le 19 messidor an II (7 juillet 1794). Agent du Comité de sûreté générale, il a joué un rôle dans le démantèlement de l'Association bretonne.

## Biographie
Né à Autun le 23 mai 1759, Pierre Laligant est le fils de Louis, Henry, Alexandre Laligant, médecin marié à Jeanne François, il est baptisé le 28 mai 1759 son parrain est Pierre,Vincent Bourgeois, commissaire aux (archives illisibles) en cette ville et sa marraine, Bénigne Jacotot, veuve de François Laligant . Vers 1778, Pierre Laligant entre dans la compagnie des Gendarmes rouges. Mais une affaire de fausses lettres de change le contraint à prendre la fuite. En 1782, il se marie à Nantes avec Marie-Anne Laisant, fille d'Antoine Laisant, fournisseur des bois de la marine, et semble s'occuper du commerce du bois. Après avoir dissipé la fortune de son épouse, il l'abandonne et part s'installer dans une maison de campagne au Mont, près de Paray-le-Monial. Ayant appris la gravure, il se livre à la fabrication de fausse monnaie, mais, dénoncé, il est arrêté, de même que son père, sa maire, Jacques Brigaud, notaire à Paray, et le chef d'escadron Mayneaud de Bisfranc de Laveaux, et emprisonné à Autun. Le 20 octobre 1791, le tribunal le condamne, avec son père, à quinze ans de fers tous les autres prévenus étant acquittés. La veille de sa condamnation, toutefois, il s'évade, grâce à la complicité du geôlier qu'il a soudoyé, de même que son père, et passe à l'étranger.
En septembre 1792, il rejoint Coblence, où il entre en relation avec les chefs de l'émigration et découvre des secrets. Rapidement déçu du peu de confiance qu'on lui accorde, il retourne en France et passe dans le camp révolutionnaire ; il propose un plan visant à faire enlever les fils du comte d'Artois, mais ne reçoit aucun soutien. Cependant, son zèle pousse les patriotes à lui offrir d'autres missions.
Avec Pierre-Jean-Baptiste Nougaret, il est envoyé à Grenoble, où il démantèle une organisation royaliste et fait arrêter le chef, Monnier de La Carré.
Sur les conseils de Fabre d'Églantine, il est adjoint à Valentin Chevetel, dit Latouche, pour faire arrêter les membres de l'Association bretonne dirigée par Armand Tuffin de La Rouërie. Laligant et Chevetel se détestent, mais ce dernier, qui a infiltré l'association, souhaite agir discrètement, et avec son accord, Lalligand est choisi pour chef de l'expédition contre les conjurés bretons. Pendant que Chevetel continue d'espionner, Laligant reste presque inactif à Saint-Servan, en Bretagne, jusqu'à la fin de février 1793 Puis, sur les indications de Latouche, il se rend la 24 à Lamballe, où il réquisitionne la gendarmerie, un détachement de la garde nationale, et se porte vers La Guyomarais, où il lance une enquête avec le juge de paix Plédéliac. Ayant réussi à faire parler le jardinier Perrin, le 26, il fait exhumer le cadavre de La Rouërie, mort au manoir le 30 janvier 1793 et le fait décapiter. Puis il pénètre dans le château, dans la soirée, mène une perquisitionne et arrête les suspects, qui sont emmenés à Rennes. 27 associés bretons sont arrêtés et envoyés en avril à Paris où, au terme du jugement, douze d'entre eux sont guillotinés.
Le 4 octobre, son cousin Claude Basire prend la parole pour évoquer les dessous de la conjuration et vante son habileté, obtenant par décret l'arrêt de toutes les poursuites antérieures menées à son encontre. Le 23 brumaire an II (13 novembre 1793), un autre décret lui alloue une indemnité de 50 000 livres.
Lalligand est ensuite envoyé à Digoin, Paray-le-Monial et Charolles, en Bourgogne. Muni des pleins pouvoirs, il s'enrichit en faisant arrêter de prétendus suspects qu'il ne faisait libérer qu'en échange d'argent. Cependant, à la suite de la mort de ses protecteurs Claude Basire et Fabre d'Églantine, guillotinés avec les dantonistes le 5 avril 1794, il est dénoncé à la Convention par les comités populaires de Digoin et Charolles. Rappelé à Paris, il y est arrêté, jugé puis guillotiné le 7 juillet 1794 sur la place du Trône renversé (aujourd'hui place de la Nation), et inhumé comme les autres victimes, dans les fosses communes du cimetière de Picpus.
Son nom figure sur la liste des victimes dans le chœur de l'église du couvent.